# Masnedsundbrug

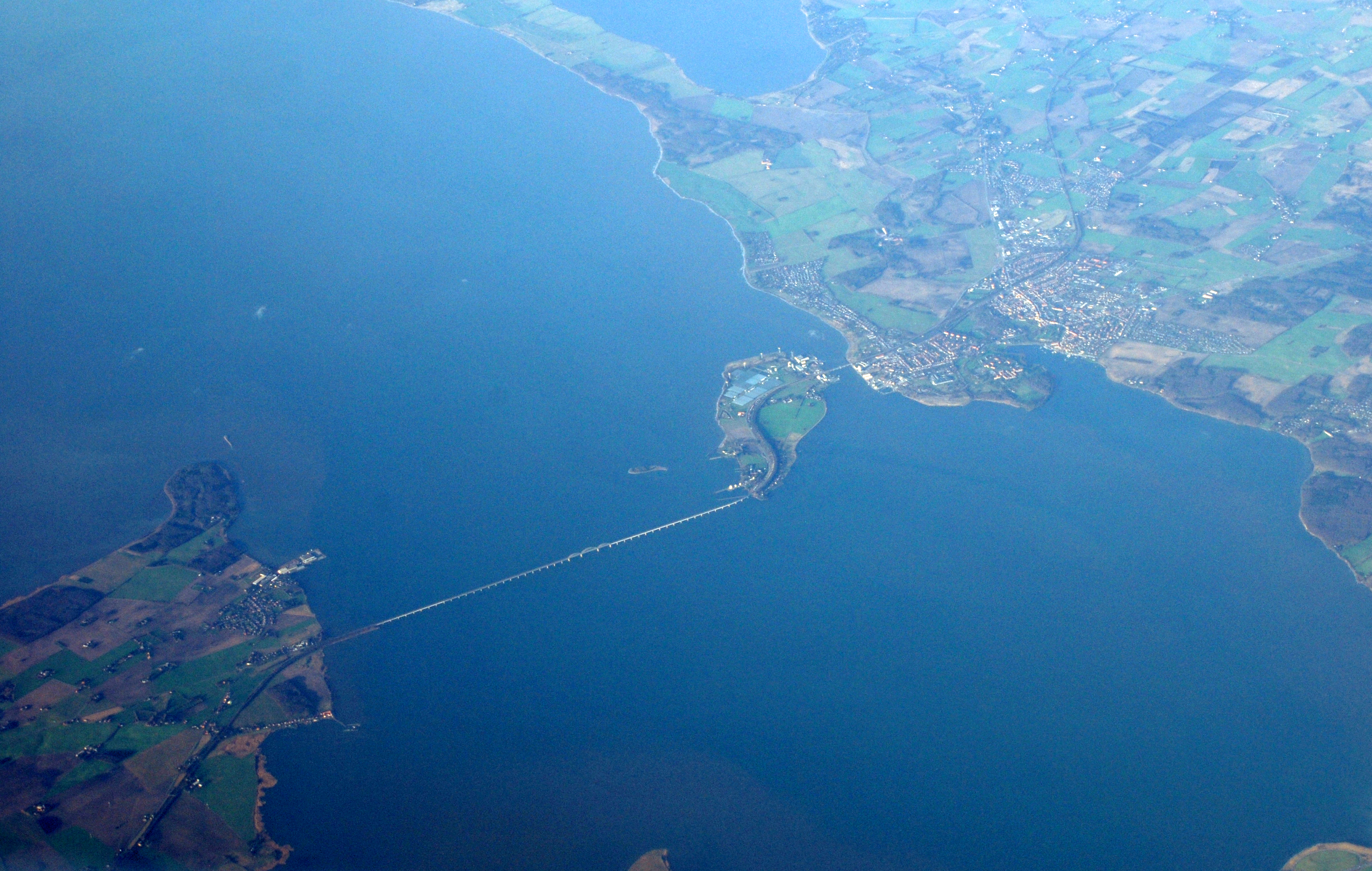
Luchtfoto van de Masnedsundbrug

De Masnedsundbrug (Deens: Masnedsundbroen) of Masnedøbrug (Deens: Masnedøbroen) is een brug bij Vordingborg in Denemarken. De brug verbindt sinds 6 augustus 1937 de eilanden Seeland en Masnedø met elkaar. De brug dient ter vervanging van de oude spoorbrug uit 1883 die door NPC Holsøe werd ontworpen. Voor 2020 wordt de enkelsporige spoorbrug vervangen door een dubbelsporige spoorbrug. De huidige brug is een gecombineerde weg- en spoorbrug.
Over de brug loopt de Sekundærrute 153. Deze weg loopt van Vordingborg op Funen naar Rødbyhavn op Lolland. Inmiddels is de hoofdverkeersfunctie van de brug vervangen door de nieuwe Farø-bruggen, waarover de autosnelweg Sydmotorvejen loopt. Daarnaast loopt ook de spoorlijn Ringsted - Rødby Færge over de brug.